# Revenge Classroom
Revenge Classroom (復讐教室, Fukushū Kyōshitsu) est un manga en 7 volumes écrit par Karusu Yamazaki et dessiné par Ryu Kaname. Au Japon, il est édité par Futabasha et prépublié dans le magazine Everystar. En France, le manga est édité par Doki-Doki depuis 2015.

## Synopsis
Élève de troisième, Ayana est victime de violences et de rackets de la part des autres élèves de sa classe. Après une nouvelle agression ayant failli lui coûter la vie, elle décide de se venger de ses agresseurs à l'aide de sa meilleure amie Ai.

## Personnages
- Ayana Fujisawa (藤沢 彩菜?)
- Ai Nomura (野村 藍?)
- Yūto Seo (瀬尾 優斗?)
- Yuko Takashima (滝嶋 結子?)
- Emi Kubota (窪田 恵美?)
- Chizuru Sugawara (菅原 千鶴?)
- Kaede Miwa (三輪 楓?)
- Kazuma Ochi (越智 一真?)

## Manga
La série a débuté en 2013 dans le magazine Everystar édité par Futabasha. Elle compte un total de 7 tomes publiés entre novembre 2013 et octobre 2016 au Japon.

### Liste des volumes
| no | Japonais          | Japonais          | Français         | Français          |
| no | Date de sortie    | ISBN              | Date de sortie   | ISBN              |
| -- | ----------------- | ----------------- | ---------------- | ----------------- |
| 1  | 12 novembre 2013  | 978-4-575-84311-8 | 11 mars 2015     | 978-2-81893-297-1 |
| 2  | 19 avril 2014     | 978-4-575-84397-2 | 13 mai 2015      | 978-2-81893-364-0 |
| 3  | 23 septembre 2014 | 978-4-575-84489-4 | 1er juillet 2015 | 978-2-81893-373-2 |
| 4  | 10 mars 2015      | 978-4-575-84594-5 | 9 septembre 2015 | 978-2-81893-415-9 |
| 5  | 10 septembre 2015 | 978-4-575-84683-6 | 6 avril 2016     | 978-2-81893-526-2 |
| 6  | 17 mars 2016      | 978-4-575-84773-4 | 5 avril 2017     | 978-2-81894-010-5 |
| 7  | 22 octobre 2016   | 978-4-575-84865-6 | 23 août 2017     | 978-2-81894-271-0 |